# العكاس (وشحة)

تعديل مصدري - تعديل

العكاس هي إحدى قرى عزلة بني هني بمديرية وشحة التابعة لمحافظة حجة، بلغ تعداد سكانها 446 نسمة حسب تعداد اليمن لعام 2004.